# Кастањетоли (Маса-Карара)
Кастањетоли је насеље у Италији у округу Маса-Карара, региону Тоскана.
Према процени из 2011. у насељу је живело 40 становника. Насеље се налази на надморској висини од 258 м.